# Liste der Bodendenkmäler in Adelsdorf
Auf dieser Seite sind die Bodendenkmäler in der mittelfränkischen Gemeinde Adelsdorf zusammengestellt. Diese Tabelle ist eine Teilliste der Liste der Bodendenkmäler in Bayern. Grundlage ist die Bayerische Denkmalliste, die auf Basis des Bayerischen Denkmalschutzgesetzes vom 1. Oktober 1973 erstmals erstellt wurde und seither durch das Bayerische Landesamt für Denkmalpflege geführt wird. Die folgenden Angaben ersetzen nicht die rechtsverbindliche Auskunft der Denkmalschutzbehörde.

## Bodendenkmäler in Adelsdorf
| Lage                   | Objekt | Akten-Nr.     | Bild |
| ---------------------- | --- | ------------- | ---- |
| Willersdorf (Standort) | Freilandstation des Mesolithikums sowie Siedlung vorgeschichtlicher Zeitstellung, darunter der jüngeren Latènezeit. | D-4-6231-0100 |      |
| Aisch (Standort)       | Schanzanlage der frühen Neuzeit. | D-5-6231-0013 |      |
| Weppersdorf (Standort) | Freilandstation des Spätpaläolithikums sowie des Mesolithikums, ferner Siedlung des Neolithikums, der Bronzezeit, Urnenfelderzeit, Hallstatt- und der Latènezeit.                                                                           | D-5-6231-0017 |      |
| Aisch (Standort)       | Siedlung vorgeschichtlicher Zeitstellung. | D-5-6231-0024 |      |
| Aisch (Standort)       | Siedlung des Neolithikums. | D-5-6231-0025 |      |
| Aisch (Standort)       | Freilandstation des Mesolithikums und Siedlung des Neolithikums, ferner der Metallzeiten, darunter der Urnenfelder- sowie der Hallstattzeit.                                                                                                | D-5-6231-0026 |      |
| Uttstadt (Standort)    | Freilandstation des Mesolithikums, Siedlung des Neolithikums, der Urnenfelder-, Hallstatt-, Spätlatène- sowie Völkerwanderungszeit. | D-5-6231-0040 |      |
| Weppersdorf (Standort) | Freilandstation des Mesolithikums, Siedlung der Bronze-, Urnenfelder- und Hallstattzeit. | D-5-6231-0041 |      |
| Adelsdorf (Standort)   | Freilandstation des Mesolithikums, Siedlung vorgeschichtlicher Zeitstellung. | D-5-6231-0048 |      |
| Adelsdorf (Standort)   | Siedlung vorgeschichtlicher Zeitstellung und Wüstung des hohen Mittelalters. | D-5-6231-0049 |      |
| Aisch (Standort)       | Freilandstation des Mesolithikums, Siedlung vorgeschichtlicher Zeitstellung. | D-5-6231-0051 |      |
| Weppersdorf (Standort) | Freilandstation des Mesolithikums, Siedlung des Neolithikums, der späten Bronzezeit, der Urnenfelder- und der Hallstattzeit. | D-5-6231-0061 |      |
| Aisch (Standort)       | Mittelalterliche und frühneuzeitliche Befunde im Bereich der Burg von Aisch. | D-5-6231-0066 |      |
| Aisch (Standort)       | Mittelalterliche und frühneuzeitliche Befunde im Bereich der Katholische Pfarrkirche St. Laurentius in Aisch sowie ihrer Vorgängerbauten mit Friedhof.                                                                                      | D-5-6231-0067 |      |
| Adelsdorf (Standort)   | Mittelalterliche und frühneuzeitliche Befunde im Bereich der ehemalige Pfarrkirche St. Stephan in Adelsdorf, untertägige Teile ihrer Vorgängerbauten mit umwehrtem Friedhof und Körperbestattungen des Mittelalters und der frühen Neuzeit. | D-5-6231-0068 |      |
| Adelsdorf (Standort)   | Mittelalterliche und frühneuzeitliche Befunde im Bereich der abgegangenen Burg von Adelsdorf ("Altenburg"). | D-5-6231-0070 |      |
| Adelsdorf (Standort)   | Archäologische Befunde im Bereich des frühneuzeitlichen Schlosses und Schlossparks von Adelsdorf. | D-5-6231-0071 |      |
| Adelsdorf (Standort)   | Archäologische Befunde im Bereich der ehemalige frühneuzeitlichen Synagoge von Adelsdorf. | D-5-6231-0089 |      |
| Adelsdorf (Standort)   | Siedlung der späten Hallstatt- und der frühen Latènezeit. | D-5-6231-0090 |      |
| Aisch (Standort)       | Siedlung des Neolithikums. | D-5-6231-0095 |      |
| Uttstadt (Standort)    | Siedlung vorgeschichtlicher Zeitstellung. | D-5-6231-0097 |      |
| Weppersdorf (Standort) | Siedlung vorgeschichtlicher Zeitstellung. | D-5-6231-0098 |      |
| Adelsdorf (Standort)   | Freilandstation des Mesolithikums, Siedlung vorgeschichtlicher Zeitstellung. | D-5-6231-0105 |      |
| Adelsdorf (Standort)   | Siedlung der Latènezeit. | D-5-6231-0107 |      |
| Neuhaus (Standort)     | Siedlung vorgeschichtlicher Zeitstellung. | D-5-6331-0066 |      |
| Neuhaus (Standort)     | Freilandstation des Mesolithikums, Siedlung vorgeschichtlicher Zeitstellung. | D-5-6331-0068 |      |
| Aisch (Standort)       | Freilandstation des Mesolithikum sowie Siedlung vorgeschichtlicher Zeitstellung, darunter der Bronzezeit. | D-5-6331-0071 |      |
| Neuhaus (Standort)     | Mittelalterliche und frühneuzeitliche Befunde im Bereich der Burg Neuhaus und ihrer Vorgängeranlage. | D-5-6331-0078 |      |
| Neuhaus (Standort)     | Mittelalterliche und frühneuzeitliche Befunde im Bereich der Evangelisch-Lutherischen Pfarrkirche St. Matthäus in Neuhaus sowie ihrer Vorgängerbauten einschließlich umfriedetem Kirchhof mit Körperbestattungen.                           | D-5-6331-0079 |      |
| Weppersdorf (Standort) | Freilandstation des Spätpaläolithikums sowie des Mesolithikums, Siedlung des Neolithikums, Siedlung der Metallzeiten. | D-5-6231-0059 |      |
| Weppersdorf (Standort) | Freilandstation des Mesolithikums, Siedlung vorgeschichtlicher Zeitstellung. | D-5-6231-0106 |      |